# Samantha Bowling
Samantha Bowling ist eine US-amerikanische Schauspielerin und Filmschaffende.

## Leben
Bowling besuchte von 2004 bis 2006 die University of Cincinnati. Von 2006 bis 2010 besuchte sie die Ohio State University, die sie mit dem Bachelor of Arts in Englischer Sprache und Literatur verließ. Sie spricht Französisch. Erste Erfahrungen als Filmschauspielerin sammelte Bowling ab 2007 in einer Reihe verschiedener Kurzfilme. Ihre erste größere Filmrolle hatte sie 2015 im Filmdrama The Surface in der Rolle der Michelle. Im selben Jahr war sie in der Rolle der Athena im Film Back to Awesome zu sehen. Von 2017 bis 2018 wirkte sie in neun Episoden der Fernsehserie Cut in der Rolle der Chelsea mit. 2018 stellte sie die Rolle der Helena im Mockbuster Tomb Invader dar.

## Filmografie (Auswahl)

### Schauspiel
- 2007: The Projectionist (Kurzfilm)
- 2011: Parental Discretion: Twilight (Kurzfilm)
- 2012: Crimson Reign (Kurzfilm)
- 2013: Love, Wine and Other Concerns (Kurzfilm)
- 2013: Honest Ads (Miniserie, Episode 1x02)
- 2014: Stardust Theory (Kurzfilm)
- 2014: Spotting (Kurzfilm)
- 2015: If the Internet Was a High School (Kurzfilm)
- 2015: Washed Away (Kurzfilm)
- 2015: The Surface
- 2015: Back to Awesome
- 2017: Psycho Brother In-Law (Fernsehfilm)
- 2017: Dirty Laundry (Fernsehserie, Episode 1x01)
- 2017–2018: Cut (Fernsehserie, 9 Episoden)
- 2018: Tomb Invader (Fernsehfilm)
- 2018: Utopia (Kurzfilm)
- 2019: Thunderdance (Kurzfilm)
- 2022: The Edge of Her Mind Anthology

### Filmschaffende
- 2011: Parental Discretion: Twilight (Kurzfilm; Regie)
- 2017: Entropy: A Life in a Day (Kurzfilm; Kamera)
- 2017: Dirty Laundry (Fernsehserie, Episode 1x01; Drehbuch und Produktion)
- 2022: Indigiqueer Identity: Reclaiming Past, Present and Future (Drehbuch)